# バカラ・アスリーツ・オブ・ザ・イヤー
バカラ・アスリーツ・オブ・ザ・イヤー（英語: Baccarat Athletes of the Year Award）はバカラ・パシフィック社が2006年に創設したスポーツに関する賞。バカラ・アスリート賞とも呼ばれる。受賞者にはバカラクリスタルのトロフィーとシャンデリアが贈られる。

## 過去の受賞者一覧

### 2008年
- 北島康介（競泳）
- 上野由岐子（ソフトボール）

### 2007年
- 安藤美姫（フィギュアスケート）
- 室伏広治（ハンマー投）
- 国枝慎吾（車いすテニス）

### 2006年
- 荒川静香（フィギュアスケート）
- ロジャー・フェデラー（テニス）
- アナベル・ボンド（登山）